# Tibioploides
Tibioploides là một chi nhện trong họ Linyphiidae.